# Papa Benedict al IX-lea
Papa Benedict al IX-lea (nume de laic: Theophylact al III-lea de Tusculum) (n.  ?, Roma, Italia – d. 1055, Grottaferrata, Lazio, Regatul Italiei) a fost  papă al Romei din 1032 până în 1048 cu două întreruperi. Numele lui, Benedictus, înseamnă: cel Binecuvântat (lat.).
Era conte de Tusculum și un nepot al lui Benedict al VIII-lea ca și al lui Ioan al XIX-lea. După decesul lui Ioan, noul papă avea în 1032 vârsta de numai 18 ani. După scrierile călugărului Rodulfus Glaber ar fi avut doar unsprezece ani. Desideriu de Montecassino relatează că anumite lucruri din viața acestui papă ar fi imposibil de rostit pentru cronicari. A fost numit „un mizerabil ce se înfruptă cu imoralitate” și „un demon din iad deghizat în preot” deoarece avea plăcerea orgiilor cu tineri băieți. Datorită vieții de desfrâu și a atrocității de care a dat dovadă, a fost extrem de urât așa că după doar un an a fost izgonit din Roma. După ce s-a reîntors, Benedict al IX-lea a supraviețuit mai multor tentative de asasinat, fiind din nou expulzat din Roma datorită crimelor și suprimărilor ordonate de el (1044). În timpul absenței sale, romanii l-au ales pe Silvestru al III-lea, dar, după doar un an, și acesta a fost expulzat din oraș, așa că Benedict s-a  întors încă  o dată.
Tot în 1045 Benedict a vândut demnitatea papală, inclusiv tiara, nașului său, Johannes Graziano Pierleoni, care l-a urmat ca papă sub numele de Grigore al VI-lea. Acest târg nemaiauzit a fost motivat de faptul că Benedict dorise să se căsătorească cu verișoara sa, și de aceea trebuia să scape de funcția sa pontificală, retrăgându-se, spre bucuria maselor din Roma. Între timp însă viitoarea soție s-a răzgândit și Benedict și-a declarat abdicarea nulă și neavenită, insistând să fie considerat în continuare papă de drept. Roma s-a trezit cu trei papi în același timp.
Mai ales Grigore al VI-lea a fost vehement criticat deoarece cumpărase funcția papală de la finul său. Era ceva absolut nemaipomenit chiar și în acele vremuri dominate de simonie ca demnitatea papală să fie cumpărată de la un papă în funcție. Cu toate astea, trebuie spus că tocmai Pierleoni care era un adversar al simoniei, prin acest act a ocrotit probabil papalitatea de incidente și mai grave.
În 1046, la dorința lui Henric al III-lea, Sinodul de la Sutri i-a declarat destituiți pe toți cei trei pap, fiind ales un nou papă, Clement al II-lea. Deoarece Clement  a murit - poate otrăvit la ordinul lui Benedict - în 1047 acesta s-a întors din nou la Roma și a început un al treilea pontificat al său. După doar opt luni Damas al II-lea l-a învins, ceea ce nu l-a împiedicat însă să se considere în continuare papă de drept. Până în 1049 i-a sabotat pe Damas și pe succesorul acestuia, Leon al IX-lea. Abia în urma unui sinod ținut la Lateran, Benedict a fost excomunicat. El și-a petrecut ultimii ani din viață la mănăstirea din Grottaferrata unde a murit în jurul anului 1055.